# Taigaspitzmaus
Die Taigaspitzmaus (Sorex isodon) ist eine Säugetierart aus der Familie der Spitzmäuse, die im Norden Eurasiens vorkommt.

## Kennzeichen
Die Taigaspitzmaus ist etwa so groß wie die Waldspitzmaus (Sorex araneus). Die Kopf-Rumpf-Länge beträgt 59 bis 83 mm und die Schwanzlänge 43 bis 52 mm. Die Tiere wiegen 7 bis 15 g. Das Fell ist im Sommer oberseits dunkelbraun, im Winter schwarzbraun. Die Unterseite ist graubraun und kontrastiert nur wenig zur Oberseite, auch der Schwanz ist nur undeutlich zweifarbig. Die Füße sind dunkelbraun.

## Verbreitung und Habitat

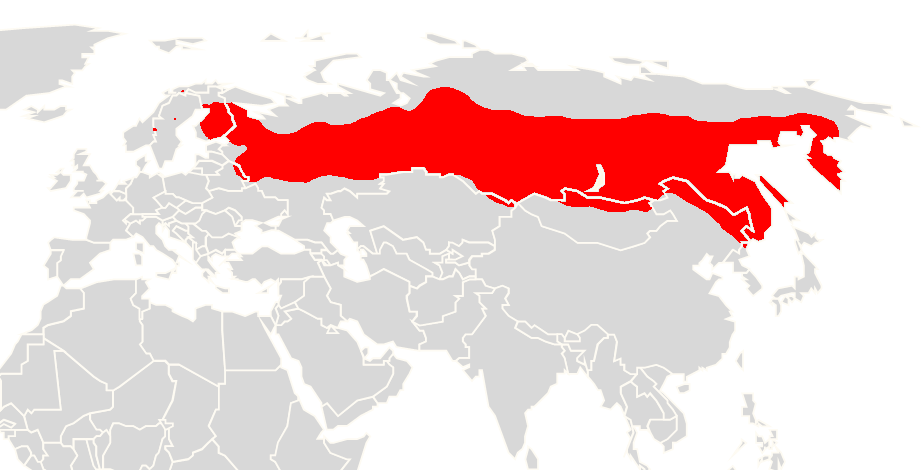
Verbreitungsgebiet laut IUCN

Das Verbreitungsgebiet erstreckt sich von der Ostküste der Ostsee über das nördliche Russland (mit Ausnahme der Tundra) bis zum Baikalsee und zum Bergland Baekdu-daegan auf der Koreahalbinsel. In seltenen Fällen wurden Individuen in Schweden und Norwegen gefunden. Wie der Name vermuten lässt, lebt diese Spitzmaus in der Taiga oder auf waldbedeckten Bergketten. Das Habitat ist immer feucht und hat oft eine ausgeprägte Bodenvegetation.

## Lebensweise
Die Taigaspitzmaus ernährt sich von kleinen Wirbellosen wie Regenwürmern, Spinnentieren oder Insekten und deren Larven. In seltenen Fällen nimmt sie Aas zu sich.
Die Weibchen können sich dreimal pro Jahr fortpflanzen. Ein Wurf hat fünf bis acht Jungtiere, die meist erst nach geglückter Überwinterung geschlechtsreif werden. Selten können sich die Jungtiere schon im selben Jahr paaren. Die Lebenserwartung beträgt ein bis anderthalb Jahre. Die Haupttodesursache ist die Abnutzung der Zähne.

## Gefährdung und Schutz
An wenigen Stellen ist die Art durch intensive Forstwirtschaft und Entwässerung bedroht. Der Weltbestand ist laut IUCN jedoch ungefährdet („least concern“). Die Art wird im Anhang III der Berner Konvention geführt.